# Sphaerowithius saegeri
Sphaerowithius saegeri är en spindeldjursart som först beskrevs av Beier 1972.  Sphaerowithius saegeri ingår i släktet Sphaerowithius och familjen Withiidae. Inga underarter finns listade i Catalogue of Life.